# Goniophthalmus frontoides
Goniophthalmus frontoides är en tvåvingeart som beskrevs av Chao och Zhou 1987. Goniophthalmus frontoides ingår i släktet Goniophthalmus och familjen parasitflugor. Inga underarter finns listade i Catalogue of Life.